# Huyện Narayanganj
Narayanganj là một huyện thuộc division Dhaka, Bangladesh. Huyện này có diện tích 759 km², dân số năm 2002 là 2138492 người, mật độ dân số là 2818 người/km².